# AV-933
La AV-933 es una carretera de la red autonómica de Castilla y León (España), que transcurre por la provincia de Ávila. Parte del cruce de Muñana en la N-110 y termina en la N-502, cruzando el río Adaja a la altura de Blacha (La Torre) y pasando por la localidad de Narros del Puerto.
La vía con una longitud de 7,623 km, pertenece a la Red Complementaria Local de la Junta de Castilla y León, y sirve de enlace entre las carreteras N-502 y N-110 antes de que éstas atraviesen respectivamente los Puertos de Menga y Villatoro, en la cabecera del Valle de Amblés.